# Miagrammopes molitus
Espèce
Miagrammopes molitus est une espèce d'araignées aranéomorphes de la famille des Uloboridae.

## Distribution
Cette espèce est endémique de Jamaïque.

## Description
Le mâle holotype mesure 3,15 mm

## Publication originale
- Chickering, 1968 : The genus Miagrammopes (Araneae, Uloboridae) in Panama and the West Indies. Breviora, no 289, p. 1-28 (texte intégral).